# 白鳞酢浆草
白鳞酢浆草（学名：Oxalis acetosella sp. leucolepis）为酢浆草科酢浆草属下的一个亚种。

## 扩展阅读
- 維基物種上的相關：白鳞酢浆草